# Alaptus iceryae
Alaptus iceryae is een vliesvleugelig insect uit de familie Mymaridae. De wetenschappelijke naam is voor het eerst geldig gepubliceerd in 1889 door Riley.